# 遼寧省普通高中生學業水平考試
遼寧省普通高中生學業水平考試為遼寧省教育廳舉辦的用來測測驗遼寧省內普通高中學生學術水平的測驗，以衡量在校學生是否達到普通高中畢業標準，其前身為「會考」。自2012年開始實行，每年定期舉辦一次。該考試將作為中國大學錄取遼寧省考生的參考條件之一。
测试分為文化科目、技術、藝術、綜合實踐和實驗操作。

## 功能
該考試將考生參考各科目以等級形式進行呈現，分為A（100~90分，優秀）、B（89~75，良好）、C（74~60分，及格）、D（59分以下，不及格）四个等级，考察科目成績不合格的考生，允許下一年再參加考試，但等級不會超過B級。
遼寧省教育廳稱，自2013年起將會把遼寧省考生的考試成績，在中國大學進行高考錄取時提交給考生所報考學校，成績運用由所報考學校自行決定。
此外，無高中學歷的各種在職從業人員、中專、技校畢業生或其他社會人員等亦可通過該考試獲得高中學歷。

## 考試內容
文化科目分為：
1. 語文（包括漢語文和民族語文）
2. 數學
3. 外語（包括英語、日語、俄語）
4. 思想政治
5. 歷史
6. 地理
7. 物理
8. 化學
9. 生物

民族语文包括朝鲜语文和蒙古语文，仅通过本民族语言授课的考生可选择报考，并且考察汉语而不是语文。
此外還將考察技術（包括信息技术、通用技术）、藝術（包括音樂、美術）、綜合實踐活動（包括研究性學習、社區實踐、社會實踐）和理化生實驗操作。

## 首次考試
遼寧省於2012年3月30日至4月1日舉行首次考試，遼寧省人民政府官方稱此次考試難度小於高考，試題易、中、难比例為7∶2∶1，但考試嚴格程度與高考相同，据統計遼寧省省會城市瀋陽市約有3.7萬考生參加此次考試，部分家長特地請假3天陪同孩子考試。由於此次考試不分文理，許多理科考生表示對文綜擔心，但考試後考生普遍表示文綜「还挺简单的」。另據考生透露，此次考試語文科目作文為喬布斯說的話。